# Григорий Печерский

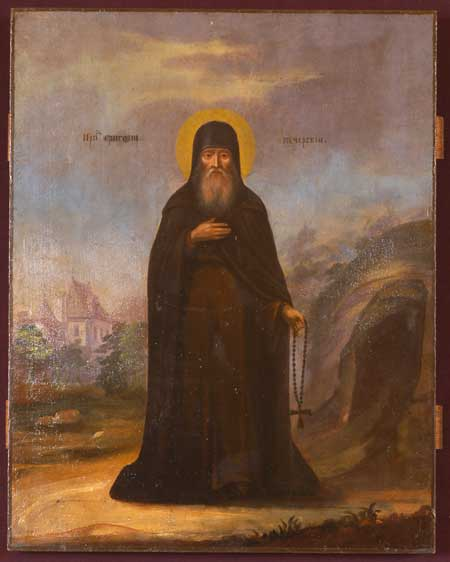
Григорий Печерский

О другом Киево-Печерском святом с этим именем см. — Григорий Иконописец
Григо́рий Пече́рский (ум. 1093) — преподобномученик, чудотворец. Предсказал переяславскому князю Ростиславу гибель в воде (что впоследствии исполнилось), за что был им утоплен. Погребён в Ближних (Антониевых) пещерах Киево-Печерской лавры.
Память в Православной церкви — 8 января (21 января) и 28 сентября  (11 октября), когда празднуется Собор преподобных отцов Киево-Печерских Ближних пещер, и во второе воскресенье Великого поста (в Собор всех преподобных отцов Киево-Печерских).